# Leudesius
 (août 2024).
Si vous disposez d'ouvrages ou d'articles de référence ou si vous connaissez des sites web de qualité traitant du thème abordé ici, merci de compléter l'article en donnant les références utiles à sa vérifiabilité et en les liant à la section « Notes et références ».
Leudesius (assassiné en 676) est le fils d'Erchinoald, maire du palais de Neustrie, et de son épouse Leutsinde.

## Biographie
Leudesius hérite des domaines de son père à la mort de celui-ci en 658 et devient maire du Palais de Neustrie avec l’appui de Leudegar, évêque d’Autun, sous le second règne de Thierry III.
Il est assassiné par Ébroïn qui le remplace en 676.
Père d'Etichon-Adalric d'Alsace[réf. nécessaire]